# Newcastle (New South Wales)
 For alternative betydninger, se Newcastle. (Se også artikler, som begynder med Newcastle)
Newcastle er den næststørste by i den australske delstat New South Wales. Metropolområdet omfatter det meste af lokalregeringsområderne City of Newcastle og City of Lake Macquarie. Byen er centrum for Greater Newcastle området, som omfatter lokalregeringsområderne City of Newcastle, City of Lake Macquarie, City of Cessnock, City of Maitland og Port Stephens Council.
Newcastle ligger 162 kilometer nordnordøst for Sydney ved udmundingen af Hunter River og er den vigtigste by i Hunter regionen. Byen har verdens største kuleksporterende havn i verden og eksporterede lige over 161 millioner tons kul i 2016. Der er store kulaflejringer i Hunter regionen lige uden for Newcastle.

## Historie

### Aboriginernes historie
Newcastle og den nedre del af Hunter regionen var traditionelt beboet af de indfødte stammer Awabakal og Worimi, som kaldte området Malubimba.

### Europæisk bosættelse
Løjtnant John Shortland var i september 1797 den første europæiske bosætter til af udforske området, hvor Newcastle ligger i dag. Det skete lidt tilfældigt, da han var sendt efter nogle straffefanger, som havde kapret skibet HMS Cumberland, da det sejlede ud fra Sydney Cove. På vej tilbage sejlede Shortland op af, hvad han beskrev som, "a very fine river", som han opkaldte efter guvernøren, John Hunter, i New South Wales. Da han kom tilbage, rapporterede han om en dybvandshavn og store mængder kul. I løbet af de næste to år blev kul gravet i området den første eksportvare for kolonien New South Wales.
Newcastle fik ry for at være et "helvedeshul", hvortil man sendte de farligste straffefanger for at grave kul i minerne som en hård straf for deres forbrydelser. Fra begyndelsen af det 19. århundrede fik udmundingen af Hunter River besøg af kulgravere, skovhuggere og flere undvegne fanger. Philip Gidley King, guvernør i New South Wales fra 1800, besluttede at investere i de åbenlyse naturressourcer i Hunter Valley. I 1801 oprettedes en straffelejr kaldet King's Town (efter guvernør King), som skulle stå for kulminedrift og skovhugst i området. Samme år blev den første ladning kul sendt fra Sydney, men bosættelsen lukkede alligevel et år senere.
En bosættelse blev forsøgt igen i 1804. Denne gang skulle den også fungere som en ekstra straf for straffefanger, der havde forbrudt sig mod loven igen. Bosættelsen blev først kaldt Coal River såvel som Kingstown, men blev derefter omdøbt til Newcastle efter Englands berømte kulby. Newcastle nævnes første gang i et dokument fra guvernør King 15.marts 1804 til løjtnant Charles Menzies på HMS Calcutta, som lå i Port Jackson (ud for Sydney). I dokumentet blev Menzies udnævnt til superintendent i den nye bosættelse. Bosætterne, fanger og militærfolk, ankom til Hunter River 27. marts 1804 i tre skibe: HMS Lady Nelson, Resource og James. Straffefangerne var rebeller fra Castle Hill fangeoprøret i 1804. Forbindelsen til navnefællen Newcastle upon Tyne, hvor mange af kulgraverne også kom fra, er stadig synlig i en række stednavne som Jesmond, Hexham, Wickham, Wallsend og Gateshead. Morpeth, New South Wales ligger i samme afstand nord for Newcastle som Morpeth, Northumberland ligger nord for Newcastle upon Tyne.
Under Captain James Wallis, kommandant fra 1815 to 1818, forbedredes forholdene for straffefangerne og byen voksede. Kaptajn Wallis udlagde gaderne i byen, byggede den første kirke (samme sted som den nuværende Christ Church Anglican Cathedral), byggede et fængsel ved stranden og påbegyndte arbejdet på havnemolen, som nu forbinder Nobbys Head med fastlandet. De første bygninger var af dårlig kvaliteter og kun molen, i forstærket tilstand, findes stadig. I denne periode, 1816, blev Australiens første offentlige skole bygget i East Newcastle.
Det militære styre i Newcastle var hårdt, især i Limeburner's Bay på den indre side af Stockton-halvøen, hvor straffefangerne brændte østersskaller for at udvinde kalk. . Byen forblev en straffelejr indtil 1822, da bosættelsen blev åbnet op for landbrug. Det militære styre i Newcastle sluttede i 1823. Fangeantallet blev reduceret til 100 (hvoraf de fleste arbejdede på byggeriet af havnemolen, og de resterende 900 blev sendt til Port Macquarie.

### Civilstyre
Efter militærstyrets ophør begyndte Newcastle at ligne en typisk australsk pionerbosættelse og en jævn strøm af frie bosættere søgte til baglandet.
Kulminedriften startede for alvor 3. maj 1833, da Australian Agricultural Company fik udvindingsrettigheder ved Newcastle plus 31 års monopol på byens transport af kul.[kilde mangler] Der lå også kulminer ved Stockton, Tighes Hill og Carrington. Newcastle Coal and Copper Company's kulminer Merewether (inklusiv Glebe), Wallsend og Waratah lå også inden for en radius af 15 kilometer fra Newcastle. Den sidste af disse tidlige miner lukkede i starten af 1960'erne.
10. december 1831 åbnede Australian Agricultural Company Australiens første jernbane, som gik fra krydset mellem Brown Street og Church Street i Newcastle og ud til kulminen A Pit. Det var en gravitationsjernbane bygget med korte 'fishbelly' skinner i støbejern. De lastede vogne kørte ned af bakke til Newcastle samtidig med at de drev et kabel, der trak de tomme vogne op til minen.
I 1840'erne blev det første dampskibsselskab, der sejlede fra Morpeth og Newcastle til Sydney, stiftet. Fra 1891 var det Newcastle and Hunter River Steamship Company, som var dominerende. Selskabet havde en flåde af fragtskibe såvel som hurtige passagerskibe som PS Newcastle og PS Namoi. Namoi havde førsteklasses kahytter med de nyeste faciliteter.
Små fragtskibe sejlede frem og tilbage mellem Newcastle og Sydney, Brisbane, Melbourne og Adelaide med kul til gasværker, dampskibe og jernbaner. De blev kaldt "sixty-milers", med reference til afstanden til søs mellem Newcastle og Sydney. Disse skibe sejlede helt til 1980'erne.
I 1850'erne blev et større kobbersmelteværk etableret i Burwood, nær Merewether. Det er motivet på en indgravering, som blev vist i Illustrated London News 11. februar 1854. Et andet værk blev bygget af The English and Australian Copper Company ved Broadmeadow omkring 1890, og i samme årti blev Cockle Creek Smelter bygget.
12. juli 1866 forliste hjuldamperen SS Cawarra med 60 passagerer på vej til Brisbane i en storm på vej ud af havnen. 60 mennesker druknede og kun én person overlevede.
Den største sæbefabrik på den sydlige halvkugle blev bygget i 1885 på en 89 ha stor grund mellem forstæderne Tighes Hill og Port Waratah. Den blev bygget af Charles Upfold fra London, ejer af Sydney Soap and Candle Company, og afløste en mindre fabrik i Wickham. Deres sæbeprodukter vandt 17 medaljer i internationale udstillinger. I Sydney International Exhibition vandt de en bronzemedalje "mod konkurrenter fra hele verden", den eneste førstepris inden for sæbe og stearinlys. Efter 1. verdenskrig blev firmaet solgt til Messrs Lever & Kitchen (i dag Unilever), og fabrikken lukkede i midten af 1930'erne.

### Det 20. århundrede
I 1911 valgte BHP at placere et stålværk i Newcastle på grund af den nemme adgang til kul. Noget af den bedste jord i Newcastle, ved den sydlige del af havnen, blev afsat til værket. I 1915 åbnede stålværket. De næste 80 år var området domineret af stålværket og anden tung industri. Mayfield og andre nærliggende forstæder faldt i popularitet på grund af den medfølgende forurening. Stålværket var i mange år regionens største arbejdsplads. Newcastle har også haft en betydelig skibsværftsindustri med værfter som Walsh Island Dockyard and Engineering Works, State Dockyard og Forgacs Shipyard. Kun det sidstnævnte findes stadig.
Newcastle var under 2. verdenskrig et vigtigt industricentrum for den austraske krigsindsats. I de tidlige timer 8. juni 1942 blev byen kortvarigt beskudt af den japanske ubåd I-21. Blandt de steder, som blev ramt, var skibsværfterne, stålværkerne, Parnell Place i byens East End, havnemolen og Art Deco havbadene. Der var ingen tilskadekomne og ødelæggelserne var minimale.
16.august 1966 styrtede et RAAF CAC Sabre ned i den indre forstad The Junction. Piloten havde motorproblemer og prøvede uden held at få flyet ud over Stillehavet. Flyet eksploderede i 100 meters højde over The Junction og de fleste af vragdelene landede i forstadens forretningskvarter. Kun piloten blev dræbt. I 2007 blev en mindeplade over piloten afsløret.
28. december 1989 blev Newcastle ramt af et jordskælv, der målte 5,6 på Richterskalaen. 13 mennesker blev dræbt, 162 såret og flere prominente bygninger blev beskadiget. Nogle af dem måtte rives ned: George Hotel i Scott Street (city), Century Theatre i Broadmeadow, Hunter Theatre (tidligere 'The Star') og det meste af Junction skole i Merewether. Dele af Newcastle Workers' Club, et populært mødested, blev ødelagt og senere erstattet af nybyggeri. Den efterfølgende økonomiske recession i starten af 1990'erne betød at det tog flere år før byen kom sig. Beaumont Street, Hamilton, hvor mange bygninger blev slemt beskadiget, blev et blomstrende kosmopolitisk restaurantområde efter jordskælvet.
Recessionen i starten af 1990'erne ramte Newcastle og den tunge industri ekstra hårdt. City of Newcastle havde i februar 1993 en arbejdsløshedsprocent på 17% mod 12,1% i New South Wales og 11,9% i hele Australien. Æraen med tung industri endte i 1999, da stålværket lukkede efter at været i drift i 84 år. 50.000 mennesker havde i denne periode været ansat på værket, mange i årtier.
8. juni 2007 blev Hunter og Central Coast regionerne ramt af den værste serie af storme i New South Wales i 30 år. Det medførte omfattende oversvømninger og 9 døde. Tusindvis af boliger blev oversvømmet og mange blev ødelagt. Hunter og Central Coast regionerne blev erklæret naturkatastrofeområder af statens premierminister Morris Iemma. Under stormene gik den 225 meter lange bulk carrier MV Pasha Bulker på grund ved Nobbys Beach. Skibet blev trukket fri 2. juli 2007.

## Geografi
Newcastle er beliggende på sydsiden af Hunter Rivers udmunding. Nordsiden er hovedsageligt sandklitter, sumpe og adskillige forgreninger af Hunter River. Et grønt bælte, der beskytter plante- og dyreliv, ligger vest og nord for byen (Watagan-bjergene) og når ud til kysten lige nord for Stockton. Byens udvikling er derfor stort set begrænset til bakkeområderne mod syd. Den lille by Stockton ligger overfor det centrale Newcastle nord for floden og er forbundet med en færgeforbindelse til centrum. Der er også en 20 kilometer lang vejforbindelse mellem Stockton og det centrale Newcastle via Stockton Bridge. Store dele af byen ligger oven på kulaflejringer i hvad, der geologisk er den central-østlige del af Sydney-bassinet. Talrige landsbyer, som levede af kulminedrift, i bakkerne og dalene omkring havnen er vokset sammen til ét stort byområde, som strækker sig mod syd til Lake Macquarie.

### Klima
Newcastle har et fugtigt subtropisk klimat (Cfa), som er typisk for den australske østkyst. Der er mest nedbør i det sene efterår og først på vinteren, mens årets anden halvdel er mere tør. Generelt er klimaet modereret af Stillehavet mod øst. Somrene er som regel varme og fugtige med perioder med meget tørt og varmt vejr på grund af varme vinde fra vest og nordvest, der kan give temperaturer over 40 °C. Den højest registrerede temperatur er 42,5 °C i januar 2013 ved Nobbys Head vejrstation. Vintrene er generelt kølige og mere tørre end somrene. Koldfronter påvirker området og nogle gange følger en stærk vind fra vest med. Den koldeste temperatur, der er registreret, er 1,8 °C i juli 1986. Newcastle rammes også af kraftige østkysts-lavtryk, som giver vinde over 100 km/t og kraftig regn, og som typisk varer nogle dage. Særligt voldsomme eksempler på disse lavtryk fandt sted i maj 1974, juni 2007 og april 2015.
| Klimadata for Newcastle            | Klimadata for Newcastle | Klimadata for Newcastle | Klimadata for Newcastle | Klimadata for Newcastle | Klimadata for Newcastle | Klimadata for Newcastle | Klimadata for Newcastle | Klimadata for Newcastle | Klimadata for Newcastle | Klimadata for Newcastle | Klimadata for Newcastle | Klimadata for Newcastle | Klimadata for Newcastle |
| Måned                              | Jan                     | Feb                     | Mar                     | Apr                     | Maj                     | Jun                     | Jul                     | Aug                     | Sep                     | Okt                     | Nov                     | Dec                     | År                      |
| ---------------------------------- | ----------------------- | ----------------------- | ----------------------- | ----------------------- | ----------------------- | ----------------------- | ----------------------- | ----------------------- | ----------------------- | ----------------------- | ----------------------- | ----------------------- | ----------------------- |
| Rekord maks                        | 42,5                    | 40,9                    | 39,0                    | 36,8                    | 28,5                    | 26,1                    | 26,3                    | 29,9                    | 34,4                    | 36,7                    | 41,0                    | 42,0                    | 42,5                    |
| Maks °C                            | 25,6                    | 25,4                    | 24,7                    | 22,8                    | 20,0                    | 17,5                    | 16,7                    | 18,1                    | 20,2                    | 22,2                    | 23,6                    | 24,9                    | 21,8                    |
| Min °C                             | 19,2                    | 19,4                    | 18,3                    | 15,3                    | 12,0                    | 9,7                     | 8,5                     | 9,3                     | 11,5                    | 14,1                    | 16,2                    | 18,0                    | 14,3                    |
| Rekord min °C                      | 12,0                    | 10,3                    | 11,1                    | 7,4                     | 4,7                     | 3,0                     | 1,8                     | 3,3                     | 5,0                     | 6,5                     | 7,2                     | 11,0                    | 1,8                     |
| Nedbør mm                          | 90,0                    | 107,4                   | 119,6                   | 116,9                   | 115,6                   | 117,5                   | 93,2                    | 73,2                    | 72,1                    | 72,5                    | 71,0                    | 80,9                    | 1.129,9                 |
| Dage med nedbør                    | 11,1                    | 11,2                    | 12,4                    | 12,3                    | 12,6                    | 12,3                    | 11,2                    | 10,5                    | 10,0                    | 10,9                    | 10,8                    | 10,6                    | 135,9                   |
| Relativ fugtighed, eftermiddag (%) | 72                      | 74                      | 72                      | 66                      | 64                      | 63                      | 59                      | 56                      | 59                      | 64                      | 68                      | 71                      | 66                      |
| Source: Bureau of Meteorology      |                         |                         |                         |                         |                         |                         |                         |                         |                         |                         |                         |                         |                         |

## Økonomi
Havnen, Port of Newcastle, er det økonomiske og handelsmæssige centrum for ikke kun den ressourcerige Hunter Valley men også for store dele af det nordlige og nordvestlige New South Wales. Newcastle er verdens største kuleksporterende havn og Australiens ældste og næststørste havn målt på godsomsætning. I året 2008-09 var der 3.000 lastninger og losninger på sammenlagt 95,8 mio. ton af hvilke kuleksport stod for de 90,8 mio. ton. Kuleksporten og forsøg på at øge denne møder modstand fra miljøgrupper.
Lukningen af BHP's stålværk i 1999 skete på et tidspunkt med stærk økonomisk vækst i Australien. Siden slutningen af 1990'erne har Newcastles økonomi gennemgået en betydelig økonomisk diversificering, som har styrket den lokale økonomi.
Siden 2003 har Australien nydt godt af kraftigt stigende råvarepriser på vigtige eksportvarer som kul og jernmalm. Det har ført til mange investeringer i Newcastle og Hunter regionen. Store projekter i kulindustrien bragte arbejdsløsheden ned på det laveste i 20 år og Newcastle har klaret konsekvenserne af finanskrisen 2007-08 bedre end resten af New South Wales. I 2009 var de to største arbejdsgivere Hunter New England Area Health Service og University of Newcastle. Den australske børs, National Stock Exchange of Australia (tidligere Newcastle Stock Exchange), var beliggende i Newcastle, indtil den i 2016 flyttede til Sydney.

## Demografi
Newcastles metropolområde er det næststørste i New South Wales. Det omfatter størsteparten af lokalregeringsområdet Newcastle, en stor del af Lake Macquarie og dele af Fern Bay, en sydlig forstad i Port Stephens Council. Ved folketællingen i 2016 havde den et indbyggertal på 322.278. Befolkningstallet i City of Newcastle var 155.411 mens Lake Macquarie faktisk var større med et indbyggertal på 197.371.
Newcastle beskrives ofte som den syvendestørste by i Australien. Det er misvisende, da området, det dækker, rækker langt ud over City of Newcastle og Newcastles metropolområde. Området, som officielt hedder Newcastle Statistical District, kaldes almindeligvis Greater Newcastle eller Lower Hunter Region, som omfatter størstedelen af lokalregeringsområderne Newcastle, Lake Macquarie, Cessnock, Maitland og Port Stephens. 30. juni 2009 havde det et indbyggertal på 540.796. Selv om lokalregeringssområderne ligger tæt, har de hver deres identitet.
Indbyggerne i Newcastle kaldes "Novocastrian".

## Byens struktur og bygninger
I de senere år er der bygget en del nye lejligheder og hoteller i det gamle centrum, men det har relativt få forretninger og erhvervsdrivende, og væksten har primært ligget i mindre centre i forstæderne. Det centrale forretningskvarter er også flyttet mod vest mod byfornyelsesområdet "Honeysuckle". Byfornyelsen startede i 1992 og har været en væsentlig del af strategien for at stoppe udflytningen fra centrum til forstæderne. Den kommercielle fornyelse har også medført en kulturel renæssance i området.
Det gamle forretningsområde, som ligger i den østlige del af Newcastle, har stadig et betydeligt antal historiske bygninger. Det domineres af Christ Church Cathedral, som er sæde for den anglikanske biskop af Newcastle. Andre bemærkelsesværdige bygninger er Fort Scratchley, Ocean Baths, det gamle Customs House, City Hall (rådhuset) fra 1920'erne, Longworth Institute fra 1890'erne (en gang anset for at være koloniens fineste bygning) og art deco University House fra 1930'erne (tidligere NESCA House og med i filmen Superman Returns).
Et fredet område øst for det centrale forretningsområde, omkring Christ Church Cathedral, har mange victorianske terrassehuse.
Andre markante konstruktioner i Newcastle er Queens Wharf Tower og ANZAC Walk, som åbnede i 2015.

## Uddannelse

### Grundskole og sekundærskole
Den ældste statsskole i Newcastle er grundskolen Newcastle East Public School, der blev grundlagt i 1816. Newcastle East Public School er den ældste skole i Australien, som har været åben lige siden grundlæggelsen. Newcastle High School, der blev dannet ved sammenlægningen af tre skoler, kan føres tilbage til en sekundærskole, som oprindeligt blev startet ved siden af Newcastle East Public School. Der er tre skoler med optagelseskrav. Hunter School of the Performing Arts går helt fra børnehaveklasse til 12. klasse og optager kun elever efter optagelsesprøve. Merewether High School er en high school (7. - 12. klasse) i forstaden Broadmeadow. Hunter Sports High School er en high school med sport som tema, der optager halvdelen af eleverne fra lokalområdet og resten efter optagelsesprøve.
Der er to store privatskoler i Newcastle: Newcastle Grammar School og St Philip's Christian College, som begge går fra børnehaveklasse til 12. klasse.

### Videregående uddannelse
Den vigtigste udbyder af videregående uddannelser er University of Newcastle. Det blev grundlagt i 1951 som en underafdeling af University of New South Wales men blev selvstændigt i 1965. Universitetet tilbyder nu mere end 150 kurser til de mere end 38.000 studerende, heraf 7.000 internationale studerende fra mere end 113 lande. Den vigtigste campus ligger i forstaden Callaghan omkring 12 km fra centrum..
Hunter Institute of TAFE udbyder erhvervsfaglige uddannelser. Det har en campus i Newcastle centrum, en i forstaden Hamilton East og en i forstaden Tighes Hill. Tighes Hill campus er det største og har kurser i økonomi, service og håndværk.

## Kultur

### Festivaler
Der afholdes en række kulturbegivenheder og festivaler i Newcastle.
Newcastle Regional Show er et dyrskue, som afholdes hvert år på Newcastle Showground. Der er også konkurrencer i skovsport, showbags, tivoli og som regel fyrværkeri.
Mattara festival, blev grundlagt i 1961, og er Newcastles officielle festival med parade, tivoli, sportsbegivenheder, musikkonkurrencer og udstillinger med portræt- og landskabsmaling.
Newcastle Jazz Festival afholdes tre dage i august og tiltrækker musikere og gæster fra hele Australien.
Shoot Out 24 Hour Filmmaking Festival startede i Newcastle i 1999. Det er en festival, hvor filmfolk mødes og laver en kortfilm i løbet af 24 timer. Den afvikles hvert år i juli.
This Is Not Art er en national festival med moderne og eksperimenterende kunst, der afholdes i Newcastle hvert år i oktober. Siden den spæde begyndelse i 1998, er det blevet en af de førende kunstfestivaler i Australien med et alternativt program i forhold til andre store australske festivaler. Samtidigt afholdes også de mindre, uafhængige festivaler Electrofringe, National Young Writers' Festival, Critical Animals, Sound Summit, Crack Theatre Festival og andre projekter, som skifter fra år til år.
Newcastle Entertainment Centre, som ligger på Newcastle Showground, benyttes til wrestling, koncerter og monster truck shows.

### Musik
Newcastle har en levende musikkultur for unge såvel som et musikkonservatorium, som er en del af University of Newcastle. Byen støtter lokale bands, og der er en stor underground musikscene med punk rock og hardcore, som har fostret mange talenter. Medlemmerne af Silverchair, et succesrigt australsk band, kommer fra Newcastle, lige som bandet The Screaming Jets. Newcastle var også hjemsted for det kortlivede band Velvet Underground med den senere AC/DC guitarist Malcolm Young.

### Billedkunst og gallerier
Blandt notable moderne kunstnere, som kan associeres med Newcastle er marinemaleren Shay Docking (1928–1998), den kubistisk inspirerede, abstrakte maler William Rose (1929–1999), landskabsmaleren John Olsen, der var født i Newcastle i 1928, stilleben-maleren Margaret Olley, portrætmaleren William Dobell og den figurative maler John Montefiore boede ved Lake Macquarie syd for byen. Kunstsamleren William Bowmore boede i Newcastle og samlede malerier af Brett Whiteley og ejede også en stor samling af international kunst og kunstgenstande.
Newcastle Art Gallery har en af Australiens største offentlige kunstsamlinger udenfor delstatshovedstæderne. Den store samling har både nutidige og historiske værker med australske billedkunstnere.

### Teatre
Newcastle havde et af Australiens ældste teaterdistrikter, og Victoria Theatre i Perkins Street er den ældste teaterbygning i landet. Teaterdistriktet, der lå omkring det, der i dag er Hunter Street Mall, forsvandt i 1940'erne. Newcastle har en række mindre teatre, men det vigtigste i centrum er Civic på Wheeler Place, (omkring 1.500 pladser). Det er et af Australiens store historiske teatre bygget i 1929 i Art Deco stil. Teateret har et alsidigt program med musicals, skuespil, koncerter, dans og andet. Newcastle havde tidligere flere store teatre. Blandt dem var Australiens ældste teaterbygning Victoria Theatre i Perkins Street (bygget 1876, 1.750 pladser). Teateret havde forestillinger med internationale operaensembler som D'Oyly Carte Opera Company, og nogle af tidens største stjerner som Dame Nellie Melba, Gladys Moncrieff og Richard Tauber optrådte der. Teateret er nu lukket og bygningen forfalden. Century, Nineways, Broadmeadow, (bygget 1941, 1.800 pladser) blev hovedsageligt brugt som biograf, men blev også brugt til symfoniorkestre. Det blev revet ned i 1990 efter at være kraftigt beskadiget under jordskælvet i 1989. Hunter (1.000 pladser) i The Junction havde moderne scenefaciliteter, men blev også ødelagt af jordskælvet i 1989 og efterfølgende revet ned.
Newcastle har også været hjemsted for kendte australske skuespillere, komikere og entertainere som Sarah Wynter, John Doyle (den ene part i komikerduoen Roy and HG), Susie Porter, Celia Ireland, Yahoo Serious og Jonathan Biggins. Danseshowet Tap Dogs har sine rødder i Newcastle.

### Museer
Newcastle Museum blev grundlagt i 1988 i det tidligere hovedkvarter for Great Northern Railway. Det dækker lokalhistorie, kultur, industri og videnskab. Det har permanente udstillinger med kulminedrift og stålproduktion, aboriginernes historie og lokalområdets historie samt et hands-on science center.

### Mediekunst
Newcastle er hjemsted for Octapod Association, som er et kollektiv for ny og eksperimenterende kunst, der blev stiftet i 1996. Octapod afholder den årlige This Is Not Art Festival og har også Podspace Gallery.

## Sport
I Rugby League spiller Newcastle Knights i den bedste australske række National Rugby League. Klubben spiller sine hjemmekampe i McDonald Jones Stadium (33.000 pladser) i forstaden New Lambton. Holdet var sidst mestre i 2001.
Fodboldklubben Newcastle Jets Football Club spiller i Australiens bedste række A-League. Klubben spiller også sine hjemmekampe i McDonald Jones Stadium. Newcastle Jets vandt A-League i 2008 i deres tredje sæson.

4 kampe i AFC Asian Cup i 2015 blev spillet i Newcastle. Heriblandt semifinalen mellem Australien og de Forenede Arabiske Emirater samt kampen om tredjepladsen mellem de Forenede Arabiske Emirater og Irak.
Ishockeyklubben Newcastle Northstars spiller i Australiens bedste liga Australian Ice Hockey League. Klubben spillede oprindeligt i Newcastle West i 1970-80'erne, men spiller nu i Hunter Ice Skating Stadium i Warners Bay.
Newcastle er internationalt kendt for byens strande og surfsteder. Hvert år afholdes surfingstævnet 'Surfest', som er en del af World Surf Leagues australasiatiske afdeling. Fire gange verdensmester i surfing Mark Richards voksede op i Newcastle og surfede på Merewether Beach. Han er et lokalt ikon og støtter mange lokale tiltag og velgørenhedsarrangementer. Nobbys Beach er et populært sted til kitesurfing, især i de varme sommermåneder, hvor der er en nordøstlig søbrise.
Newcastle Jockey Club Limited arrangerer 35 løbsdage om året på Broadmeadow, en stor 2.000 meter bane med græsunderlag og et opløb på 415 meter. Der afholdes 3 Group 3 løb på banen. I marts er der Newcastle Newmarket Handicap (1.400 meter), i september Cameron Handicap (1.400 meter) og Newcastle Gold Cup. (2.300 meter). I 2015 afsluttedes anlægget af den nye inderbane Beaumont Track.
Newcastle var værter for finalerunden i motorløbet Supercars Championship in 2017. Et andet løb, Newcastle 500, afholdes årligt på Newcastle Street Circuit i East End. Supercar teamet Novocastrian Motorsport har base i byen.

## Medier
Newcastle dækkes af tabloidavisen, The Herald (tidligere The Newcastle Morning Herald and Miners' Advocate og The Newcastle Herald), flere ugeaviser som Newcastle Star og The Post samt The Hunter Advocate, der udkommer hveranden uge.
Andre alternative medier i byen er universitetets studenterblade Opus og Yak Magazine, Newcastle Mirage (et lokalt kunst- og kulturmagasin) og Urchin (et medie- og kunstmagasin udgivet af kunstforeningen Octapod).
Byen er dækket af flere lokalradiostationer. Heriblandt også dem, der er ejet af Australian Broadcasting Corporation og SBS.
- AM stationer
  - 2HD (kommerciel) 1143 AM
  - 2HRN (off band kommerciel) 1629 AM
- FM stationer
  - KOFM (kommerciel) 102.9 FM
  - hit106.9 Newcastle (kommerciel) 106.9 FM
  - New FM (kommerciel) 105.3 FM
  - 2NUR (lokal) 103.7 FM
  - Rhema FM 99.7 Newcastle (kristen) 99.7 FM
- Statsejede stationer
  - Australian Broadcasting Corporation
    - 1233 ABC Newcastle lokalradio 1233 AM
    - ABC Radio National 1512 AM
    - ABC News Radio 1458 AM
    - Triple J (ungdomsstation) 102.1 FM
    - ABC Classic FM (klassisk musik) 106.1 FM

  - SBS Radio (service på ikke-engelske sprog) 1413 AM
- Andre stationer
  - Sky Sports Radio (som del af et delstatsnetværk) 1341 AM
  - Raw FM 88.0 FM

Newcastle er også dækket af fem TV-netværk, tre kommercielle og to nationale:
- NBN Television – ejet og drevet af Nine Network.
- WIN Television – tilknyttet Network Ten.
- Prime7 – tilknyttet Seven Network.
- ABC Television
- SBS Television

NBN Television producerer en nyhedsudsendelse med lokale, delstats-, nationale og internationale nyheder som sendes hver aften kl. 18.00. Seven News with Mark Ferguson sendes hver aften kl. 18.00 på Prime7.
Betalings-TV fra satellit tilbydes af Foxtel.

## Infrastruktur

### Transport
Som de fleste større byer har Newcastles metropolområde et udbygget vejnetværk og vejbaseret offentlig transport (bus, taxi m.v.), som dækker det meste af Newcastle og Lake Macquarie og også uden for metropolområdet. Jernbanenettet dækker kun en relativ lille del af området, og færgerne er kun for dem, som rejser mellem Newcastle og Stockton. Indenfor metropolområdet er bil den dominerende transportform. Ved folketællingen i 2001 tog mindre end 4 % af befolkningen offentlig transport. Heraf tog 2,5 % bus og 1 % tog eller færge til og fra arbejde. Mere end 72 % af befolkningen tog bilen. Newcastle havde, som alle større australske byer, et sporvejssystem, men det blev lukket i 1950. I 2014 blev det annonceret, at et nyt letbanesystem skal bygges.

### Vejnetværk
Newcastle er forbundet til de omliggende byer med Pacific Motorway (syd), Hunter Expressway (vest), New England Highway (vest) og Pacific Highway (nord og syd). Hunter Street er den vigtigste forretningsgade i centrum og sammen med King Street den vigtigste forbindelse til Pacific Highway. King Street giver direkte adgang til Newcastle Link Road og derefter Pacific Motorway og Hunter Expressway.

### Busser
Busdriften i Newcastle varetages af Newcastle Transport. Før juli 2017 var operatøren Newcastle Buses & Ferries. Rejser med Newcastle Transport i et afgrænset område af centrum er gratis. Hunter Valley Buses, Port Stephens Coaches og Rover Coaches har også busruter, som går ind til Newcastle centrum fra andre steder i Hunter-regionen.
Centrum for busnetværket er en busterminal nær Newcastle railway station. Større skiftesteder findes ved University of Newcastle, Wallsend, Glendale, Warners Bay, Belmont, Charlestown Square og Westfield Kotara.
Greyhound Australia, Premier Motor Service og Sid Fogg's har langdistanceruter, som kører til Newcastle.

### Jernbane
Newcastle serviceres af to NSW TrainLink intercity forbindelser, der stopper ved Newcastle Interchange på sidelinjen Newcastle line. Central Coast & Newcastle Line har to afgange i timen til Sydney og til Central Coast. Hunter Line har to afgange i timen til Maitland og mindre hyppige afgange til Scone og Dungog. To langdistancelinjer kører gennem Newcastle-området og stopper ved Broadmeadow station. Disse linjer fører til Moree, Armidale, Brisbane og Sydney.
Newcastle havde til passagerforbindelser til Belmont, Toronto, Lake Macquarie, Wallsend, Kurri Kurri og flere byer og landsbyer mellem Maitland og Cessnock på South Maitland Railway, men disse linjer er nu lukket. I slutningen af 1990'erne var der en intens debat om fremtiden for jernbanelinjen ind i det centrale Newcastle. New South Wales' regering havde planlagt at stoppe linjen ved Broadmeadow station og dermed stoppe for togtrafik til Newcastle station i byens centrum for at skabe en bedre sammenhæng mellem byens centrum og området ved vandet. Dette forslag blev droppet i 2006.
Forslaget kom op igen i december 2014, og Newcastle-linjen blev afkortet til Hamilton. En ny station, Newcastle Interchange, åbnede 15. oktober 2017. Den kommende Newcastle Light Rail linje skal også udgå herfra.
Fra 1924 til 1994 var Broadmeadow Locomotive Depot hovedværksted for jernbanedriften i Hunter regionen. Cardiff Locomotive Workshops åbnede i 1928, primært som et større reparationsværksted for New South Wales Government Railways lokomotiver, men der blev også bygget tolv 38 class og to 58 class lokomotiver. I dag drives det af Downer Rail og fungerer sammen med UGL Rails Broadmeadow værksted som reparationsværksted for lokomotiver og værkstedslager.

### Havn og færger
Havnen i Newcastle er vigtig for økonomien i Newcastle og Hunter Valley regionen. Mere end 90 millioner ton kul afskibes hvert år, hvilket gør havnen til den største kuleksporterende havn i verden. Port of Newcastle hævder at være Australiens første havn. Kul blev første gang eksporteret fra havnen i 1799.
Newcastle Transport driver færgeforbindelsen over Hunter River mellem Newcastles centrum og Stockton.
Newcastle Cruise Terminal er planlagt til at åbne i slutningen af 2018.

### Lufthavn
Newcastle Airport er beliggende 15 kilometer nord for det centrale Newcastle (27 kilometer i bil). Lufthavnen drives af Newcastle City Council og Port Stephens Council. Den har været i kraftig vækst siden 2000 som et result af en stigning i lavprisselskabernes flyvninger. Lufthavnen ligger ved RAAF Base Williamtown, en Royal Australian Air Force base, på et område lejet af Forsvarsministeriet.
Newcastle Heliport ligger ved den nedre del af Newcastle Harbour.
I forstaden Broadmeadow ligger Westpac Life Saver Rescue Helicopter Service. Denne helikopterservice er en af verdens ældste af sin art. To helikoptere er stationeret ved denne base og er klar 24 timer i døgnet.

## Venskabsbyer
- Ube, Yamaguchi, Japan
- Newcastle upon Tyne, England, Storbritannien